# D2 (acier)
Pour les articles homonymes, voir D2.
Le D2 est un acier à outils pour le travail à froid dans la norme AISI, qui se caractérise par une bonne résistance à la corrosion et une excellente résistance à l'usure de surface.
Le D2 est un X153CrMoV12 selon la désignation ISO 4957 ou 1.2379 suivant le numéro Werkstoff (et anciennement Z160CDV12 selon l'AFNOR), composé de 1,4 à 1,6 % de carbone, 12 % de chrome, de molybdène et vanadium.
Cet acier est principalement utilisé pour les matrices d'estampage à froid.
Il est également utilisé pour la coutellerie haut de gamme.